# La Roche-en-Ardenne
La Roche-en-Ardenne (nld. Welchenfels, niem. Fels im Ösling, wa. Li Rotche) – miasto w południowo-wschodniej Belgii, w Regionie Walońskim, w prowincji Luksemburg, w okręgu Marche-en-Famenne. 1 stycznia 2024 roku liczyło 4100 mieszkańców. Leży nad rzeką Ourthe. Pod względem liczby mieszkańców jest najmniejszym miastem Walonii.

## Podział administracyjny
W skład miasta wchodzi pięć dzielnic (section):
- Beausaint
- Halleux
- Hives
- Ortho
- Samrée

## Współpraca
Miejscowości partnerskie:
- De Panne, Flandria Zachodnia
- Eunice, Stany Zjednoczone
- Saverdun, Francja